# Paz de Thorn (1411)

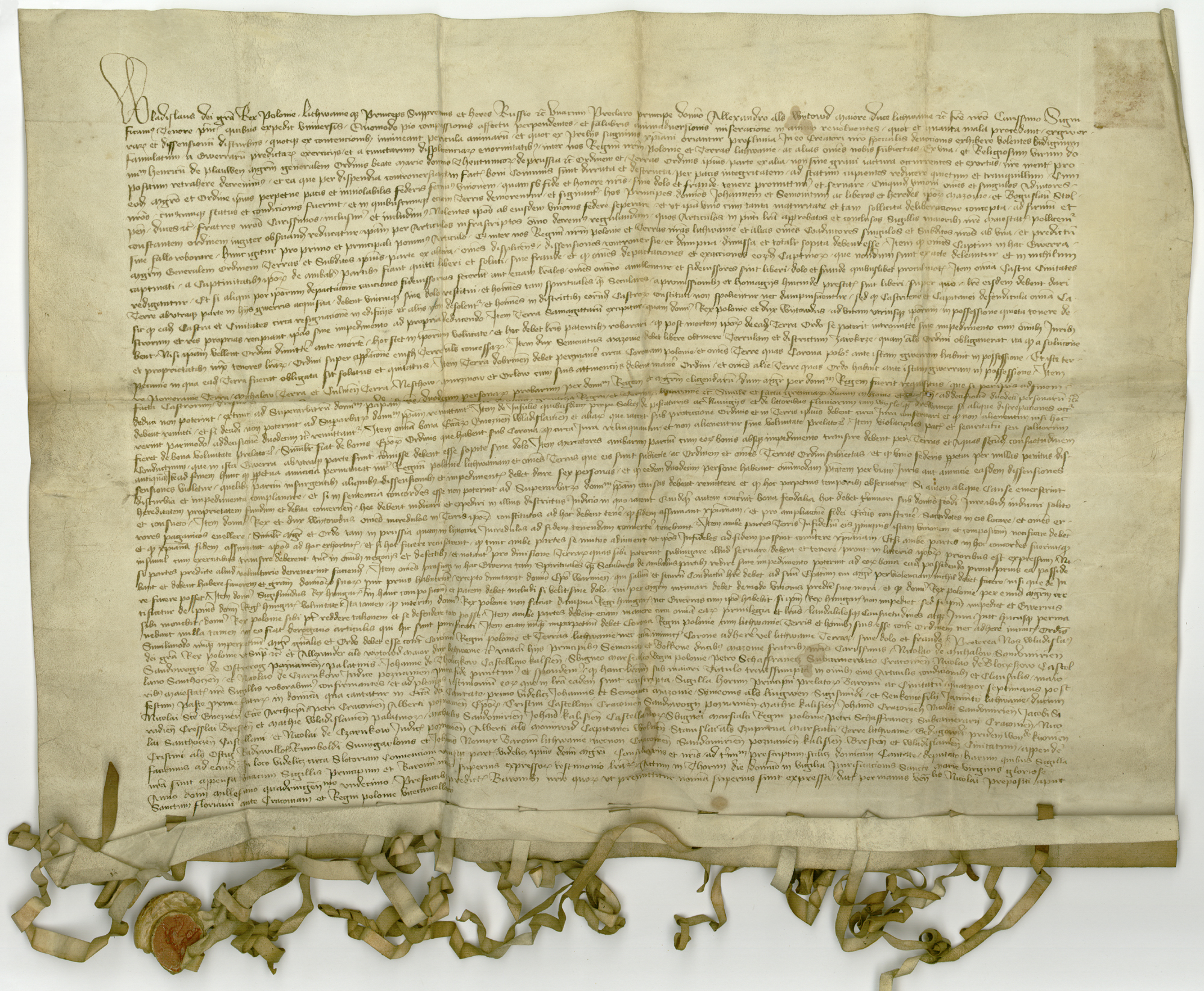
El tratado de 1411.

La primera Paz de Thorn fue un tratado de paz que puso fin a la guerra polaco-lituano-teutónica que había enfrentado al Reino de Polonia coligado con el Gran Ducado de Lituania a los caballeros teutónicos. Se firmó el 1 de febrero de 1411 en Thorn (Toruń), una de las poblaciones más meridionales del Estado monástico de los Caballeros Teutónicos. En la historiografía, se lo tilda a menudo de fracaso diplomático de Polonia y Lituania, ya que estas que no sacaron todo el partido posible a la grave derrota de los caballeros en la batalla de Grunwald de junio de 1410. Los caballeros devolvieron Dobrzyń, que le habían arrebatado a Polonia durante la guerra, y realizaron únicamente concesiones territoriales temporales en Samogitia, que Lituania recuperó solamente hasta que fallecieran el rey polaco Vladislao II y el gran duque lituano Vitautas. La Paz de Thorn no trajo la estabilidad a la región: fueron necesarias otras dos breves contiendas, la guerra del Hambre de 1414 y la de Gollub de 1422, para que se rubricase un nuevo tratado, el de Melno, que sí puso fin a las disputas territoriales. Aun así, las onerosas indemnizaciones de guerra supusieron una carga financiera notable para los caballeros, y originaron malestar y crisis económica. De hecho, los caballeros teutónicos nunca recobraron su anterior poderío.

## Antecedentes

Los territorios de los caballeros teutónicos en 1410.

En mayo de 1409, estalló una revuelta en la región de la Samogitia, un territorio controlado por los caballeros teutónicos desde la paz de Raciąż de 1404. El gran duque de Lituania, Vitautas, prestó ayuda a los rebeldes. Polonia, que mantenía una unión personal con Lituania desde entonces 1386, también anunció que socorrería a la rebelión de Samogitia. Así, la revuelta regional se transformó en una guerra internacional. Los caballeros teutónicos comenzaron el conflicto atacando a la desprevenida Polonia, a la que arrebataron sin esfuerzo la región de Dobrzyń. Aun así, como ninguno de los bandos estaba preparado para una contienda larga, Venceslao, rey de los romanos, logró que las dos partes firmasen una tregua en octubre de 1409. Cuando esta terminó en junio de 1410, polacos y lituanos invadieron Prusia y disputaron con los caballeros teutónicos la batalla de Grunwald. Los caballeros sufrieron una gravísima derrota en la que perecieron la mayoría de sus jefes. Tras el choque, la mayoría de las fortalezas teutónicas se rindieron sin oponer resistencia y los caballeros conservaron únicamente ocho plazas fuertes. Sin embargo, los aliados tardaron en asediar Mariemburgo, lo que permitió a los caballeros organizar su defensa. El ejército polaco-lituano, escaso de munición y desanimado, acabó por levantar el cerco de la capital teutónica en septiembre. Los caballeros recuperaron entonces raudamente las fortalezas que antes habían perdido.
El rey polaco, Jogaila reunió un nuevo ejército y ganó por segunda vez a los caballeros en la batalla de Koronowo en octubre de 1410. Heinrich von Plauen, el nuevo gran maestre teutónico, se empeñó en continuar luchando y trató de reclutar cruzados, pero la Junta teutónica se inclinaba por firmar la paz y así los dos bandos acordaron una tregua que debía durar del 10 de diciembre de 1410 al 11 de enero de 1411. Sin embargo, las negociaciones entre Jogaila y Von Plauen que tuvieron lugar en Raciąż durante tres días no fructificaron y los caballeros teutónicos invadieron de nuevo Dobrzyń. La incursión condujo a una nueva ronda de negociaciones que concluyeron en la Paz de Thorn.

## Disposiciones del tratado
Según el tratado de paz, se mantuvo el trazado de las fronteras de 1409, salvo en Samogitia. La Orden teutónica renunció temporalmente a sus derechos sobre esta, hasta que falleciesen el rey polaco Jogaila y el gran duque lituano Vitautas. Cuando estos muriesen, el territorio había de volver a poder de los caballeros. Los dos soberanos eran a la sazón hombres ancianos. En el del sur, los polacos recuperaron Dobrzyń, que los caballeros habían conquistado durante la guerra. Así, los caballeros no perdieron casi territorios, lo que supuso una notable hazaña diplomática tras la derrota aplastante que habían sufrido en la batalla de Grunwald. Las dos partes acordaron también que todo desacuerdo fronterizo o disputa territorial futuros se resolverían con mediación internacional. El tratado permitía además el comercio entre los países firmantes, lo que benefició principalmente a las ciudades prusianas. Jogaila y Vitautas prometieron también convertir a los paganos que aún quedaban en Lituania, que se había convertido oficialmente al cristianismo en 1386, y a los de Samogitia, región que todavía no se había convertido.
En la batalla de Grunwald, polacos y lituanos habían hecho catorce mil cautivos. Pusieron en libertad casi inmediatamente a la mayoría de los plebeyos y de los mercenarios con la promesa de que se presentasen en Cracovia el 11 de noviembre de 1410. Solo conservaron a aquellos que creyeron que podían pagar rescate. En efecto, los documentos registran sustanciosos rescates; por ejemplo, el mercenario Holbracht von Loym tuvo que pagar ciento cincuenta kopas de groschen de Praga, más de treinta kilogramos de plata, para recobrar la libertad. La Paz de Thorn definió un rescate conjunto para el resto de prisioneros: el rey polaco los liberó a cambio de cien mil kopas de groschen de Praga, casi veinte toneladas de plata, que debían pagarse en cuatro plazos anuales. En caso de que no se pagase uno de los plazos, la multa correspondiente era de setecientos veinte mil groschen de Praga. El rescate equivalía a diez veces los ingresos anuales del rey de Inglaterra.

## Consecuencias
Para reunir el dinero necesario para pagar el rescate, el gran maestre Heinrich von Plauen tuvo que aumentar los impuestos. Convocó un consejo de representantes de las ciudades prusianas para que aprobasen una contribución especial. En Danzig (Gdańsk) y Thorn (Toruń), estalló una revuelta contra el nuevo impuesto, pero fue sofocada. Los caballeros también confiscaron plata y oro propiedad de la Iglesia y solicitaron grandes empréstitos en el extranjero para hacer frente a los pagos prometidos. Los primeros dos plazos se pagaron puntualmente. Los siguientes corrían, empero, el riesgo de no cumplirse ya que los caballeros estaban dedicando sus ingresos a reconstruir sus castillos y a pagar al ejército, compuesto en gran parte por mercenarios a sueldo. La Orden también desembolsó grandes sumas en regalos para el papa y Segismundo de Hungría, con el propósito de congraciárselos. Los registros tributarios de la época indican que aquellos fueron años de cosechas menguadas que hicieron que muchos pueblos adeudasen hasta tres años de impuestos.
Poco después de firmada la paz, surgieron desacuerdos sobre la frontera de Samogitia, cuyo trazado era vago. Vitautas afirmaba que todo al territorio al norte del Neman, incluida la ciudad portuaria de Memel (Klaipėda), pertenecía a Samogitia y por tanto debía pasar a manos del Gran Ducado de Lituania. En marzo de 1412, Segismundo de Hungría aceptó mediar para reducir el tercer plazo de la indemnización de guerra y participar en la demarcación de la frontera de Samogitia, entre otros asuntos. Las delegaciones que debían participar en la negociación se reunieron en Buda (Ofen), donde residía Segismundo, que organizó para ellas festines, torneos y partidas de caza. Las celebraciones incluyeron la boda de Cimburgia de Masovia, sobrina de Jogaila, con Ernesto, duque de Austria. En agosto de 1412, Segismundo confirmó la Paz de Thorn y nombró a Benedicto Makrai para que dirimiese las disputas fronterizas. Por tanto, finalmente no se redujo el montante de los plazos; el último de ellos se pagó puntualmente en enero de 1413. Por su parte, Makrai anunció sus conclusiones en mayo de 1413: otorgó todo el territorio al norte del río fronterizo, incluyendo Memel, a Lituania. Los caballeros rechazaron esta decisión y por ello estalló la guerra del Hambre de 1414, que concluyó sin un vencedor claro. Las negociaciones continuaron en el Concilio de Constanza y la disputa no se resolvió hasta la rúbrica del Tratado de Melno en 1422.
En general, la Paz de Thorn tuvo un impacto negativo en Prusia a largo plazo. Para 1419, el 20 % de las tierras teutónicas se habían abandonado y la moneda tuvo que devaluarse para hacer frente a los gastos de la Orden. El aumento de los impuestos y la crisis económica acentuaron las disensiones entre los obispos, los caballeros seculares y la población urbana. Estas diferencias se agravaron luego debido a las siguientes guerras con Polonia-Lituania y finalmente culminaron en la aparición de la Confederación prusiana y en el estallido de la guerra civil que desgarró Prusia (la guerra de los Trece Años (1454-66)).